# مسیحیت در افغانستان

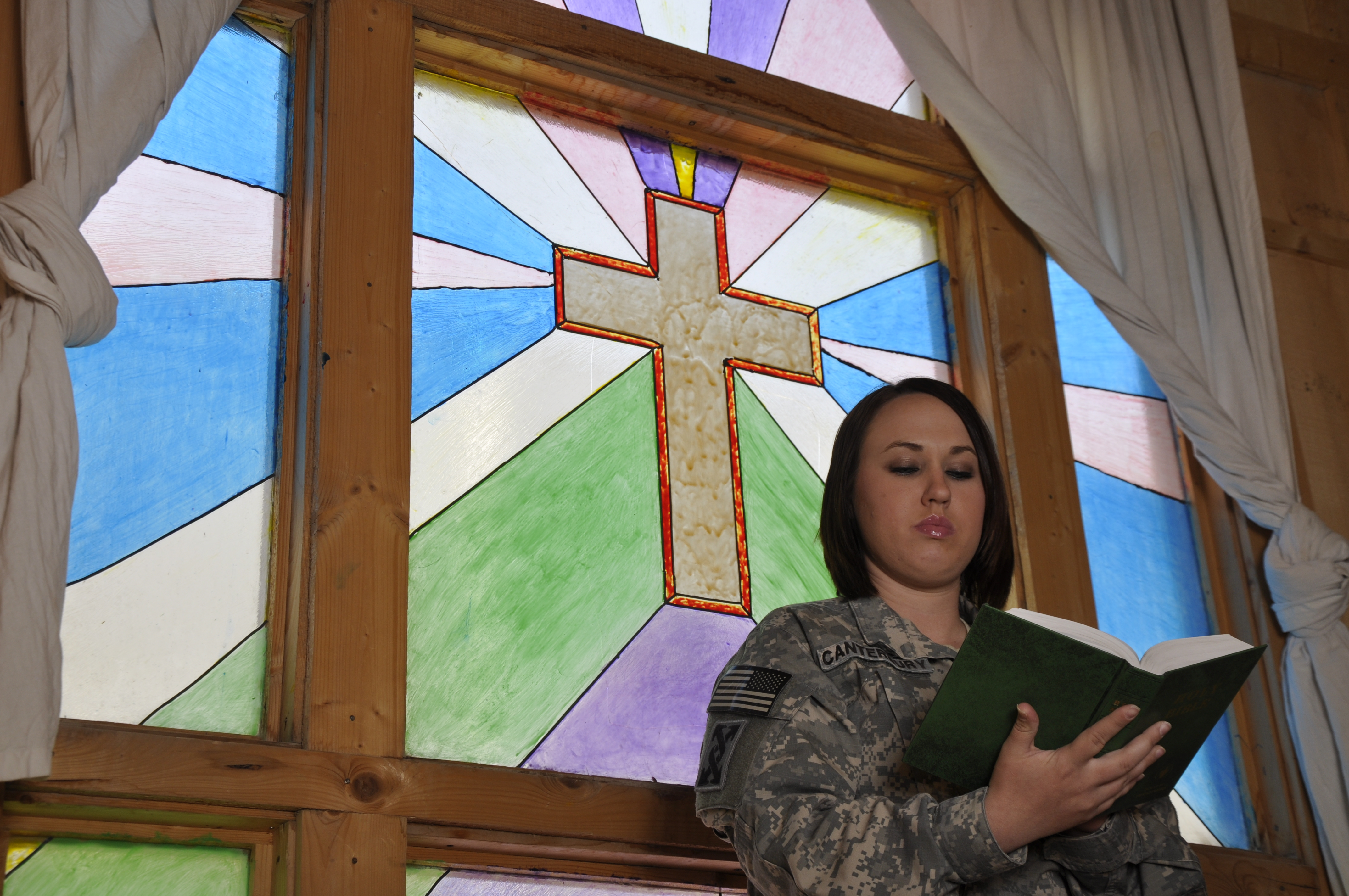
پایگاه هوایی قندهار، افغانستان -- علاوه بر کمک به کشیشان آمریکایی در اینجا، گروهبان. لیندسی اِی. کانتربری، دستیار کشیش فرماندهی اعزامی ۱۴۳ بعدی از تامپا، فلوریدا، از یک جلسه هفتگی کشیشان ائتلاف و یک مراسم دعای کانادایی پشتیبانی می‌کند.

مسیحیت در افغانستان به‌طور تاریخی پیروان اندکی داشته‌است. جمعیت مسیحیان افغانستان میان ۱٬۰۰۰ تا ۲٬۰۰۰ نفر تخمین زده می‌شود؛ البته برخی از منابع مسیحی این تعداد را حدود ۱۰٬۰۰۰ نفر می‌دانند که اغراق‌شده به‌نظر می‌رسد.
در بیشتر دوره‌های تاریخی تبلیغ دین مسیحیت در این کشور که اکثریت جمعیت آن را مسلمانان تشکیل می‌دهند ممنوع بوده‌است. در سال‌های اخیر و پس از حملۀ نیروهای نظامی آمریکا به افغانستان، حساسیت‌هایی در مورد فعالیت امدادگران و مبلغان مسیحی در این کشور وجود داشته و واکنش‌های ملاهای مسلمان و نیز تهدیدهای گروه افراطی و دهشت‌افکن طالبان را به همراه داشته‌است. وزارت خارجۀ آمریکا اعلام داشته‌است که شمار مسیحیان افغانستان میان ۵۰۰ تا ۸٬۰۰۰ نفر می‌باشد. بازداشت و محاکمۀ عبدالرحمن یکی از جنجالی‌ترین موارد برخورد با گروندگان به مسیحیت در افغانستان بوده‌است.

## تاریخچه از نگاه منابع مسیحی
برخی از منابع قدیمی مانند کتاب قوانین کشورها از گسترش مسیحیت در ایران، آسیای میانه و نواحی که امروزه افغانستان نامیده می‌شود پیش از پایان سلسلۀ پارت‌ها در سال ۲۲۴ میلادی نوشته‌اند. همچنین برخی اسناد تاریخی مربوط به سدۀ ششم میلادی از وجود مسیحیان در شهرهای هرات و بلخ، و برخی اسناد دیگر به وجود جوامع مسیحی میان سده‌های ۷ تا ۱۱ در این مناطق اشاره دارند. اما تعداد مسیحیان ساکنِ این مناطق تا سدۀ دهم به طرز چشمگیری کاهش یافت که منابع گوناگون از دلایلی مانند فشارهای اقتصادی، اجتماعی مسلمان و نیز دور بودنِ این مناطق از جوامع مسیحی ساکن غرب نام برده‌اند.